# Светлаковы
 Светлаковы  — деревня в Афанасьевском районе Кировской области в составе Борского сельского поселения.

## География
Расположена на расстоянии примерно 11 км на северо-запад от центра поселения поселка  Бор на правом берегу реки Кама.

## История
Известна с 1891 года как Берёзовые починки или Светлаковский с 1 двором, в 1905 это починок Светлаковский с 2 дворами и 14 жителями. В 1926 году здесь 2 хозяйства и 18 жителей, в 1950  с 6 хозяйствами и 27 жителями. С 1978 название стало Светлаковы, в 1989 году оставалось 9 жителей.  

## Население
Постоянное население составляло 6 человек (русские 100%) в 2002 году, 0 в 2010.